# Cotización en la contratación en España
Antes de hablar de los distintos tipos de cotización al sistema de la seguridad social español, se debe definir el concepto de "cotización social".
La cotización en España se puede definir como los distintos pagos que los trabajadores asalariados y los empresarios realizan durante el periodo en el que prestan sus servicios realizando actividades productivas asalariadas. Como tal, es una cuantía monetaria cuyo valor depende de una base mínima a la que aplicar distintos porcentajes, siempre dentro de unos topes mínimos y máximos.
En cuanto al papel del empresario en relación con la cotización, será su deber el descontar del salario del trabajador la parte dedicada a la Seguridad Social pero siempre antes de proceder a la entrega del salario, nunca se lo podrá reclamar después. En el caso de que el empresario descuente la parte proporcional correspondiente a la cuota de la Seguridad Social y no la ingrese, sino que se la quede, cometerá una infracción administrativa y un delito penal por apropiación indebida en su caso.
La regulación para el año 2013 se encuentra dentro de la orden ministerial O.ESS/56/2013, concretamente para este tema a tratar, dentro de los artículos: 1 a 5 y artículo 32. Esta materia (la cotización en España) aborda distintos apartados de los cuales; cotización básica, cotización conjunta y cotización sobre horas extraordinarias serán los que ampliemos.

## La cotización básica
Es aquella que el trabajador asalariado realiza a lo largo de las distintas fracciones del año laboral. El Sistema de Seguridad Social español lo calculará en función de la retribución obtenida durante el mes objeto de cotización. A esta retribución se le sumarán las gratificaciones obtenidas, aun cuando no sean de carácter mensual. Para este último caso, la cuantía de la gratificación u otras remuneraciones, será dividida entre 365 y multiplicada por la cuantía de días sobre los que se realizará la cotización.
Cuando el importe de las cuantías sobre las que se efectuara la cotización sea inferior a la base mínima (establecida en 753 euros mensuales) o exceda el del máximo (3425,70 euros mensuales) se cotizará siempre por cualquiera de los dos extremos, es decir, que una base de 600 euros siempre cotizará como 753 y una superior a los 4000, por ejemplo, cotizará como 3425,70; exceptuando situaciones legalmente establecidas.
En relación con la cotización correspondiente a cada mes por las contingencias derivadas de un accidente de trabajo y de una enfermedad profesional, no podrá ser superior al tope máximo ni inferior al tope mínimo correspondiente.

### Cálculo de la cotización básica
El hecho de cotizar a la seguridad social simplemente en relación con el salario mensual percibido no se ajusta a la realidad. La cantidad por la cual se cotizará resulta de la aplicación de una serie de porcentajes al importe de una base, establecida anualmente. En la Orden Ministerial ESS/70/2016 de 29 de enero se establecen las bases y topes para los distintos grupos profesionales en el año 2016.
Estos grupos profesionales quedan divididos en 11 categorías, de las cuales se destacan en la tabla que se presenta a continuación las cuantías mínimas y máximas a aplicar, en relación con los euros ganados al día. Esta cotización tendrá que ser abonada, en parte por el empresario (deduciéndola del sueldo del empleado) y en parte por el trabajador:
| GRUPOS   | CATEGORÍAS PROFESIONALES                             | MÍNIMO   | MÁXIMO   |
| -------- | ---------------------------------------------------- | -------- | -------- |
| Grupo 1  | Ingenieros y Licenciados. Personal de alta dirección | 1.067,40 | 3.642,00 |
| Grupo 2  | Ingenieros Técnicos, Peritos y Ayudantes Titulados   | 885,30   | 3.642,00 |
| Grupo 3  | Jefes Administrativos y de Taller                    | 770,10   | 3.642,00 |
| Grupo 4  | Ayudantes NO Titulados                               | 764,40   | 3.642,00 |
| Grupo 5  | Oficiales Administrativos                            | 764,40   | 3.642,00 |
| Grupo 6  | Subalternos                                          | 764,40   | 3.642,00 |
| Grupo 7  | Auxiliares Administrativos                           | 764,40   | 3.642,00 |
| Grupo 8  | Oficiales de primera y segunda                       | 25,48    | 121,40   |
| Grupo 9  | Oficiales de tercera y Especialistas                 | 25,48    | 121,40   |
| Grupo 10 | Peones                                               | 25,48    | 121,40   |
| Grupo 11 | Trabajadores menores de dieciocho años               | 25,48    | 121,40   |

A cada una de las bases recogidas en esta tabla, para los distintos grupos profesionales, habrá que aplicarles unos porcentajes de cotización, que varían cada año; a fecha 1 de enero de 2016, serán de los dos siguientes tipos:
1) Cotización común: el 28,30 %, aplicable sobre la base anteriormente citada; del que el 23,60 % será a cargo de la empresa y el 4,70 % a cargo del trabajador.
2) Cotización por accidentes de trabajo y enfermedades profesionales: tipos de porcentajes establecidos por la ley 42/2006 de 28 de diciembre (omitidas las cantidades, debido a su amplia extensión).

## Cotización sobre horas extraordinarias
La cotización referente al número de horas extraordinarias realizada por el trabajador, siempre y cuando el cómputo sea mensual o producto de la división entre 365 días anteriormente citada, estará sujeta a dos criterios:
La cotización por horas extraordinarias por fuerza mayor (derivadas de sucesos de carácter imprevisible, o que si bien hubiesen sido previstos; sus efectos fuesen inevitables) será la aplicación del 14,00 % sobre la base imponible, del que el 12,00 % será a cargo de la empresa y el 2,00 % a cargo del trabajador.
La cotización por las horas extraordinarias que no tengan la de fuerza mayor, se efectuará aplicando el porcentaje del 28,30 % sobre la base imponible, del que el 23,60 % será a cargo de la empresa y el 4,70 % a cargo del trabajador.

## Cotización conjunta
El concepto de cotización conjunta hace referencia al Fondo de Garantía Salarial (o por sus siglas FOGASA) Desempleo (D), y Formación Profesional (FP). Este método de cotización se podrá aplicar a todos los trabajadores asalariados, exceptuando a los trabajadores incluidos en los grupos segundo y tercero del Régimen Especial de los Trabajadores del Mar (que se regulara mediante otra orden del ministerio de Empleo y Seguridad Social). Los aspectos concretos de cotización serán los siguientes:

### Contingencia de desempleo
A) Contratación indefinida (incluidos los contratos indefinidos a tiempo parcial y fijos discontinuos, así como la contratación de duración determinada en las modalidades de contratos formativos en prácticas y para la formación y el aprendizaje, de relevo, interinidad y contratos, cualquiera que sea la modalidad utilizada, realizados con trabajadores discapacitados menos del 33%
El valor aplicable a la base de cotización será del 7,05%, del que el 5,5 % será a cargo del empresario y el 1,55% a cargo del trabajador.
B) Contratación de duración determinada:
1) Contratación de duración determinada a tiempo completo: el valor aplicable a la base de cotización será del 8,30%, del que el 6,70% será a cargo del empresario y el 1,60% a cargo del trabajador.
2) Contratación de duración determinada a tiempo parcial: el valor aplicable a la base de cotización será del 9,30%, del que el 7,70% será a cargo del empresario y el 1,60% a cargo del trabajador.
El tipo de cotización para los trabajadores por cuenta ajena de carácter eventual; incluidos en el Sistema Especial para Trabajadores Agrarios por Cuenta Ajena (establecido en el Régimen General de la Seguridad Social), será el fijado en el inciso 1º, del párrafo b) anteriormente citado.

### Cotización al fondo de garantía salarial
El valor aplicable a la base de cotización será del 0,20% a cargo exclusivo de la empresa.
El tipo aplicable para la cotización al Fondo de Garantía Salarial en el Sistema Especial para  Trabajadores Agrarios por Cuenta Ajena (establecido en el Régimen General de la Seguridad Social) será el 0,10%, que será a cargo exclusivo de la empresa.

### Cotización por formación profesional
El valor aplicable a la base de cotización será del 0,70%, siendo el 0,60% a cargo de la empresa y el 0,10% a cargo del trabajador.
El tipo aplicable para la cotización por Formación Profesional en el Sistema Especial para Trabajadores Agrarios por Cuenta Ajena (establecido en el Régimen General de la Seguridad Social) será el 0,18%, del que el 0,15% será a cargo de la empresa, y el 0,03% a cargo del trabajador.

### Cotización por contrato para la formación y aprendizaje
Realizarán una única cotización a la seguridad social (independientemente de la categoría profesional a la que se adscriban) de 36,61 euros mensuales; de los que la cifra de 30,52€ se hará cargo la empresa ya que  la de 6,09€ será a cargo del trabajador. Por otra parte la cotización destinada al FOGASA será de 2,32 euros; de los que responderá la empresa por entero.